# Accident nuclear de Niónoksa
L'accident nuclear de Niónoksa fa referència a una explosió que va tenir lloc el 8 d'agost 2019 prop de Niónoksa, un poble sota la jurisdicció administrativa de Severodvinsk, Oblast d'Arkhangelsk, Federació russa. Almenys cinc militars i especialistes civils van morir i tres (o sis, depenent de la font) van ser ferits.
Segons la versió presentada per oficials russos, seria resultat d'una prova fallida d'una font d'energia d'isòtops per utilitzar-se com a combustible líquid d'un motor de coet. Aquesta declaració, combinada amb la imatgeria de satèl·lit reunida per la comunitat OSINT va portar a l'especulació que l'accident seria fruit d'una prova fallida de míssil creuer Burevestnik.
L'administració de Severodvinsk va informar de nivells de radiació elevada durant 40 minuts, portant a una gran demanada en iode mèdic. Els nivells de radiació a Severodvinsk, a 30 km de Nyonoksa, van enfilar-se als a 1,78 microsieverts per hora — 16 vegades per sobre dels nivells normals.
Segons informa el The Moscow Times, els metges que van tractar els ferits no havien estat informats de la situació.

## Reaccions
- Rússia: Tot i que inicialment negada la implicació de materials radioactius en l'accident, més tard va ser confirmada per oficials russos. El 13 d'agost, les autoritats inicien l'evacuació del poble de Nyonoksa.[11] El 14 d'agost finalment va ser cancel·lada.[12]
- Noruega: va detectar iode radioactiu prop de la seva frontera russa oriental dies després de l'accident.[13]
- EUA: El 12 d'agost, una piulada del president dels EUA, Donald Trump, suggeria que l'accident era una prova fallida de míssil Burevestnik. En la piulada, es refereix al míssil com «Skyfall», que és el nom que utilitza l'OTAN.[14]